# Arraial da Ajuda
Arraial da Ajuda (auch: „Arraial d’Ajuda“; amtlich portugiesisch Distrito de Arraial d’Ajuda) ist ein touristischer Stadtteil von Porto Seguro im brasilianischen Bundesstaat Bahia. 
Es ist ein historischer Ort, der auf einem Hochplateau über der Küste liegt. Im Ort und in der Umgebung des Strandes gibt es etwa 100 Pousadas, das sind kleine, aber gut eingerichtete Hotels mit teils tropischen Gärten und oftmals mit eigenen Swimmingpools. Einige Pousadas befinden sich mittlerweile auch in Strandgegenden. Der nahe gelegene Nationalpark und Indianerreservat von Monte Pascoal sowie die weißen Strände und Meeres-Lagunen der Umgebung ziehen jährlich nicht nur brasilianische, sondern auch internationale Touristen an. Es gibt die Möglichkeit, Küstenwanderungen zum nahegelegenen Ort Trancoso (Bahia) und darüber hinaus in das Naturschutzgebiet von Monte Pascoal zu absolvieren. 

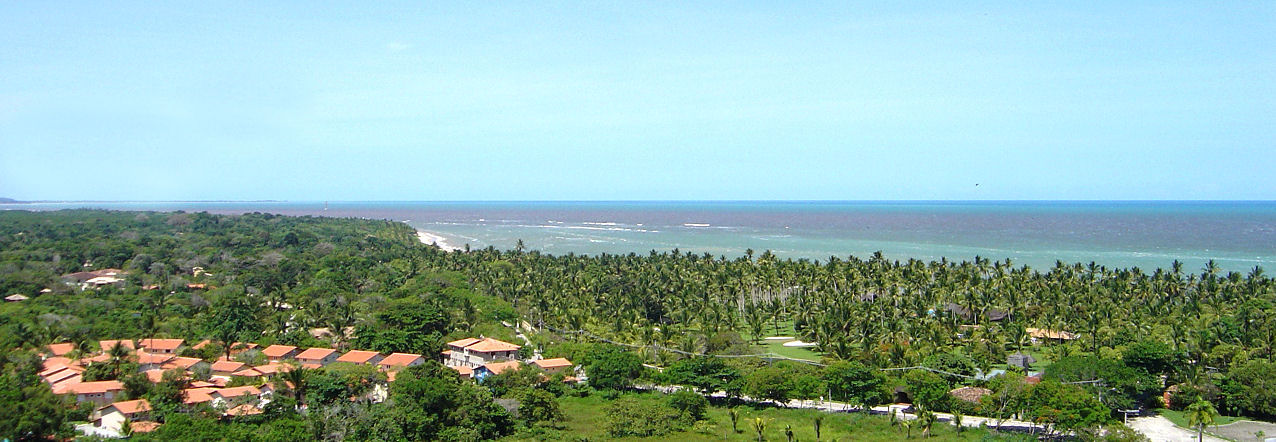
Blick von Arraial da Ajuda auf die Strände in Richtung Porto Seguro

Die Umgebung von Arraial da Ajuda zählt zu dem Ort mit einigen der schönsten Strände Brasilien. Unter anderem
- Praia de Mucuge
- Pitinga
- Lagoa Azul

Man erreicht Arraial da Ajuda entweder über eine neu gebaute Straße über das Hinterland oder aber man überquert mit kleinen Fähren direkt in der Ortsmitte von Porto Seguro den Fluss Rio Bunharém, der hier in das Meer mündet. Wer diesen Weg wählt, erreicht Arraial da Ajuda nach 5 km Fahrt.

## Geschichte
Arraial da Ajuda ist wie die Nachbarorte Trancoso (Bahia), Porto Seguro und Santa Cruz Cabrália stark mit der brasilianischen Entdeckungs- und Eroberungsgeschichte verbunden. Die ersten Siedlungen wurden auf dem Boden von Arraial da Ajuda schon im 16. Jahrhundert errichtet. Der Ort, wegen seiner guten Aussicht auf das Meer, wurde schnell zu einem Zentrum der Eroberer und der Kirche. 
Die Kirche Igreja Nossa Senhora d’Ajuda aus dem Jahre 1549 ist ein Bauwerk dieser Epoche, in der in Arraial da Ajuda eine Jesuiten-Mission gebaut wurde. Eine Quelle, die praktisch unter der Kirche entspringt, gilt als heilig. Arraial da Ajuda wurde als Wehrort gegen die Attacken der Indianer ausgebaut. Auf dem Kirchenplatz finden sich auch heute noch einige Pousadas (Pensionen) Läden und Restaurants.

## Wassersport
An den Stränden zwischen der Fähre und der Praia dos Pescadores ist es möglich, sowohl Kitesurfen als auch Wellenreiten zu praktizieren. Wellenreiten ist nur an einer Stelle möglich, etwa 500 Meter vom Eingang zur Praia dos Pescadores linker Hand.
Koordinaten: 16° 29′ 25″ S, 39° 4′ 30″ W